# Институт языкознания имени Насими
 Институт языкознания имени Насими  — научно-исследовательский институт Отделения гуманитарных и общественных наук Национальной академии наук Азербайджана.

## История института

### Период Азербайджанской ССР
В 1932 году на базе Азербайджанского научно-исследовательского института был создан Институт языковедения, литературы и искусства. В 1936 году преобразован в Институт литературы и языковедения.
27 марта 1945 года создан Институт языкознания. Первым директором института стал Юсиф Мирбабаев (1889—1951), лауреат Сталинской премии 1948 года.
Первоначально институт состоял из четырёх отделов — современного азербайджанского языка, истории азербайджанского языка, диалектологии Азербайджана, лексикографии.
В 1950 году Институт языкознания был объединён с Институтом литературы. В сентябре 1969 года снова стал отдельным институтом.
С 1973 года Институт языкознания носит имя азербайджанского поэта Насими.

### Современный период
В ноябре 2013 года в Институте осуществлены структурные преобразования.

## Направления исследований
- Источники и история развития азербайджанского языка
- Сравнительно-типологический анализ азербайджанского языка с другими тюркскими и неродственными языками
- Изучение языков малочисленных народов, живущих в Азербайджане
- Составление словарей разного вида, лингвистические задачи научно-технической терминологии, теоретическая, прикладная лингвистика и ономастические задачи

## Деятельность
За период существования работниками Института опубликовано более 600 монографий и коллективных научно-исследовательских работ. Издаются журналы.
9 апреля 2013 года была принята государственная программа по языкознанию и развитию азербайджанского языка в условиях глобализации. Была поставлена задача интегрирования языкознания Азербайджана в европейскую и мировую науку.
В 2015 году при Институте была открыта магистратура по древнегреческому, латинскому языкам, санскриту, с 2016 года — по ивриту и топонимике, с 2019 года — по древнетюркскому, древнегрузинскому языку.
При институте действует докторантура.
Издаются журналы «Tədqiqlər», «Dilçilik araşdirmalari», «Türkologiya».

## Научные достижения
Научные труды:
- Монография «История азербайджанского языка» (в 3-х томах)
- Словарь истории азербайджанского языка (в 2-х томах)
- Азербайджанский диалектический словарь (в 2-х томах)
- Толковый словарь азербайджанского языка (в 3-х томах)
- Орфографический словарь азербайджанского языка
- История литературного азербайджанского языка (в 4-х томах)
- Сравнительно-историческая лексикология тюркских языков (в 3-х томах)
- Энциклопедический словарь топонимов Азербайджана (2007). В словаре содержится объяснение около 12 тысяч географических названий
- Карабахский и Восточно-Зангезурский диалектологический атлас азербайджанского языка (издан 8 декабря 2022)[7]

## Структура
На июнь 2024 гола в структуру института входят:
- Отдел истории азербайджанского языка
- Отдел диалектологии азербайджанского языка
- Отдел современного азербайджанского языка
- Отдел теоретической лингвистики
- Отдел прикладной лингвистики
- Отдел компьютерной лингвистики
- Отдел древних языков и культур
- Отдел культуры речи и мониторинга
- Отдел социолингвистики и психолингвистики
- Отдел тюркских языков
- Отдел индо-европейских языков
- Отдел терминологии
- Отдел топонимики
- Лаборатория экспериментальных фонетических исследований

При Институте действует научный совет, совет молодых учёных и специалистов, диссертационный совет.

## Руководители
- Юсиф Мирбабаев[азерб.] (1945—?)
- Мамедага Ширалиев[азерб.] (1960—?)
- Мамедага Ширалиев[азерб.] (1969—1987)
- Зарифа Будагова (1988—1990)
- Агамуса Ахундов (1990—2011)
- Фахраддин Вейселли[азерб.] (2012—2013)
- Тофик Гаджиев (2013—2015)
- Мохсун Нагисойлу[азерб.] (2015—2021)
- Надир Мамедли (с 2021)